# Onthophagus loxodontae
Onthophagus loxodontae là một loài bọ cánh cứng trong họ Bọ hung (Scarabaeidae).